# Cuphea lutescens
Cuphea lutescens é uma espécie endêmica do cerrado da região de São José do Rio Preto, no estado de São Paulo.
Não foi encontrada em unidades de conservação